# 河北新聞
河北新聞（かほくしんぶん）は、大阪府で発行されている地域新聞。

## 概要
月2回（1日・15日）発行、ブランケット判4ページ。本社のある枚方市と、隣接する交野市・四條畷市・寝屋川市の話題を主に扱う。紙名は、上記四市を含む地域の通称「北河内」に由来するものと思われる。
日本新聞協会には非加盟だが、日本地方新聞協会には加盟している。なお、宮城県を中心に発行されている地方紙「河北新報」との関係は一切ない。